# 2039 Payne-Gaposchkin
2039 Payne-Gaposchkin је астероид главног астероидног појаса са средњом удаљеношћу од Сунца која износи 3,168 астрономских јединица (АЈ).
Апсолутна магнитуда астероида је 12,8.